# Tour Bismarck de Metz
Pour les articles homonymes, voir Tour Bismarck (homonymie).
La tour Bismarck de Metz est un monument commémoratif élevé en 1902 sur le mont Saint-Quentin, un mont dominant Metz et la vallée de la Moselle, en Lorraine. Située sur la commune du Ban-Saint-Martin, elle est l'une des nombreuses tours Bismarck construites dans le Reich allemand et ses colonies, entre la fin du XIXe siècle et le début du XXe siècle, à la mémoire du chancelier impérial Otto von Bismarck (1815-1898). La tour de Metz est similaire à celle de Stuttgart, construite deux ans plus tard, reprenant aussi le modèle Crépuscule des dieux.  

## Contexte historique
Il existe environ 240 tours construites en l'honneur de Bismarck. De types et formes différentes, elles se situent principalement dans ce qui était alors l’Empire allemand mais on en trouve aussi quelques-unes dans les anciennes colonies du Reich, ou sur des lieux d'immigration de population allemande, comme l'Amérique du Sud. La tour de Metz est la seule tour encore debout située en territoire français, l'autre était à Morhange. Cette partie de la Lorraine est allemande entre 1871 et 1919, intégrée à l'Alsace-Lorraine. À cette époque, Metz se transforme sous l’action des autorités allemandes, qui décident de faire de son urbanisme une vitrine de l’empire wilhelmien. En 1902-1903, l’architecte Conrad Wahn conçoit un plan d’urbanisme pour la Neue Stadt, la « nouvelle ville », l’empereur imposant ses conceptions architecturales pour les bâtiments publics. Des statues érigées à l’occasion de ces aménagements d'édilité glorifient l’Empire. Une statue équestre monumentale de l’empereur Guillaume Ier est dressée sur l’Esplanade de la ville, une seconde statue représentant le prince Frédéric-Charles de Prusse est élevée dans le jardin Boufflers, tandis qu’une troisième statue de Frédéric III prend place non loin de la tour Camoufle. Comme dans d’autres cités du Reich, une tour Bismarck est élevée sur le mont Saint-Quentin à la mémoire d'Otto von Bismarck, chancelier du Reich entre 1871 et 1890.

## Construction et aménagements
Un comité est formé à Metz en septembre 1899 et une souscription lancée pour édifier une tour à la mémoire de l’ancien chancelier du Reich, Otto von Bismarck. Le choix de l’emplacement est symbolique, puisque la butte, dite « de Charles-Quint », domine la vallée de la Moselle et l’agglomération messine. La tour devait être visible depuis Metz, et particulièrement depuis l’Esplanade, où s’élevait la statue équestre de l’empereur Guillaume Ier. Pour des raisons militaires, elle ne pouvait être implantée sur le sommet du mont, où se trouvait déjà le Groupe fortifié du Saint-Quentin. Afin de vérifier que ces conditions seraient remplies, une tour en bois, de 12 mètres de haut et 5 mètres de large, fut construite sur l’emplacement choisi. 
La tour reprend le type architectural Götterdämmerung, littéralement « Crépuscule des dieux ». Construite en pierre de taille de calcaire local, la pierre de Jaumont. L'intérieur est fait en ciment, avec en son centre un escalier en colimaçon, permettant d'accéder à une petite terrasse d'observation. La tour, comme les autres tours Bismarck, accueillait un feu à son sommet. Celui-ci était alimenté par des bûches imprégnées de goudron liquide et de pétrole. Sur une des faces, un médaillon gravé en grès représentait Bismarck. 
La tour Bismarck a été officiellement inaugurée le 1er avril 1902, jour anniversaire de la naissance de Bismarck et le feu allumé ce même jour à 20h00. Le Metzer Zeitung, journal de Metz fondé en octobre 1871 par les frères Lang, qui avait lancé la souscription pour édifier ce monument commémoratif sur le Saint-Quentin, proposa ensuite de débaptiser le mont Saint-Quentin pour l’appeler Bismarck Höhe, mais cette proposition fut finalement rejetée.

## De 1918 à aujourd'hui
Après la défaite allemande en 1918 et le retour de la Lorraine à la France, le médaillon à l’effigie de Bismarck fut criblé de balles. Laissée à l'abandon, la tour a subi l'outrage des ans et a été progressivement masquée par la végétation. Des travaux de débroussaillage ont été effectués en 2022. Accessible depuis la rue du fort, dite route touristique, la tour Bismarck est aujourd’hui couverte de graffitis et mériterait une restauration.

## Tours «Crépuscule des dieux»
Dans le monde, il existe une quarantaine de tours Bismarck du modèle Götterdämmerung, « Crépuscule des dieux ». Cela représente environ un sixième de l'ensemble des tours. Parmi celles-ci, on peut mentionner :

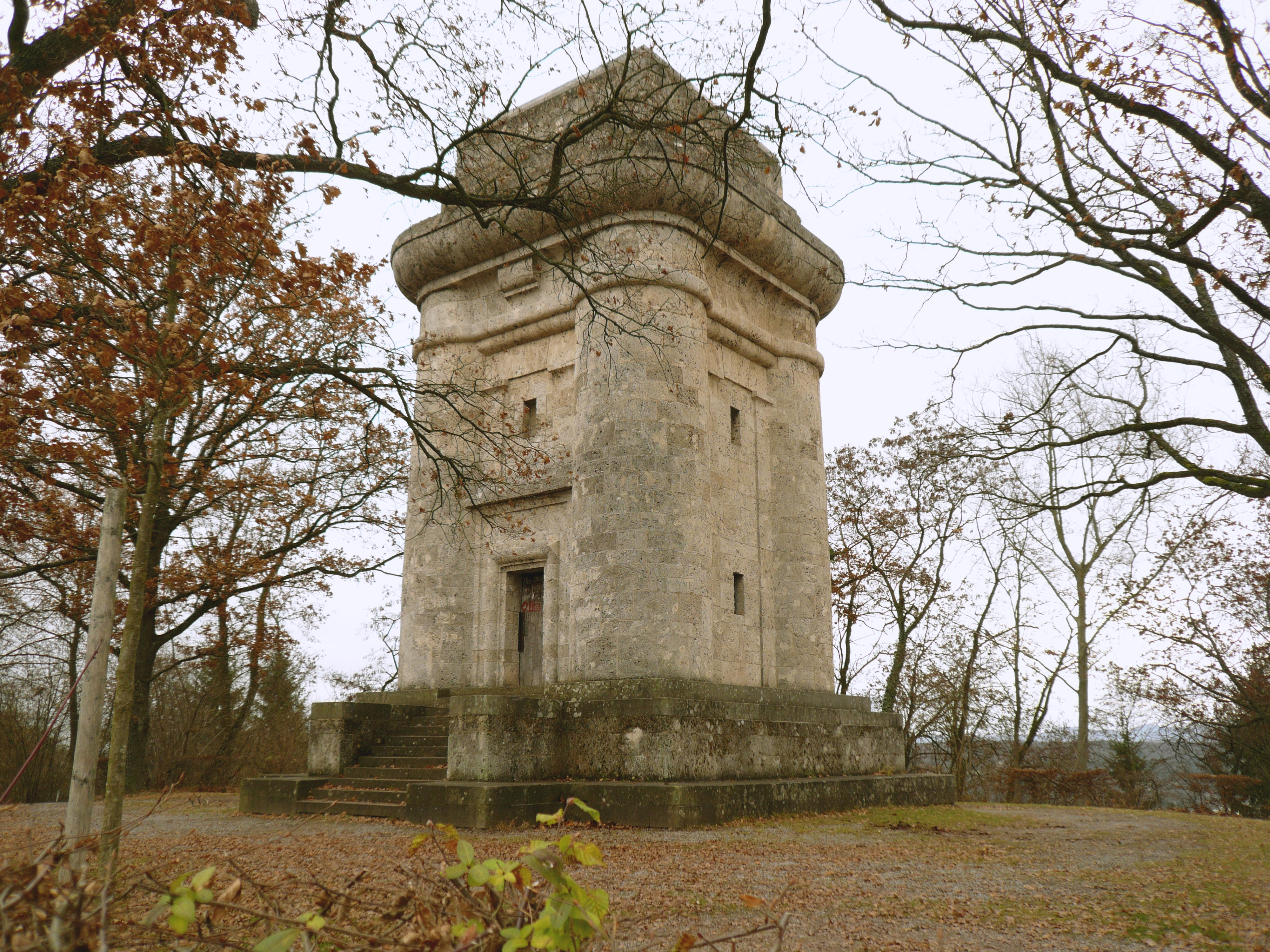
Tour de Tuebingen dans le Bade-Wurtemberg.
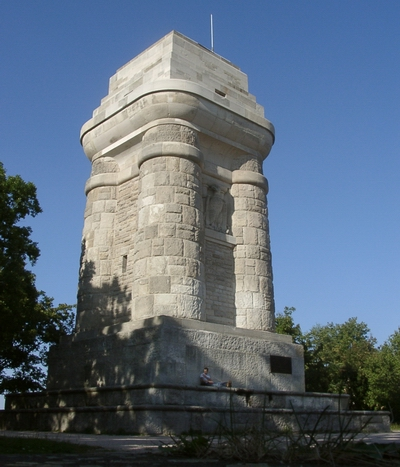
Tour de Stuttgart dans le Bade-Wurtemberg.
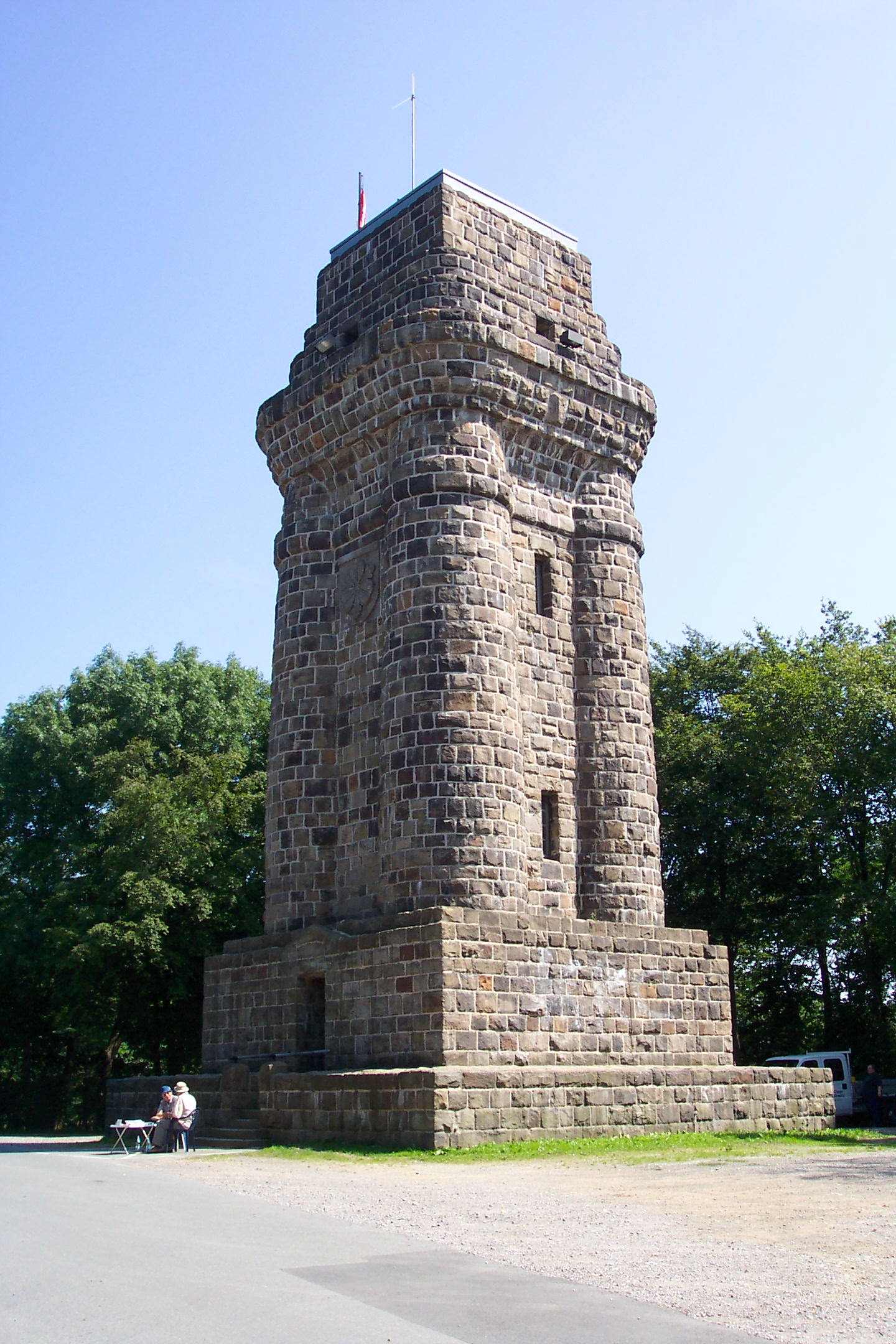
Tour de Wuppertal en Rhénanie-du-Nord-Westphalie.
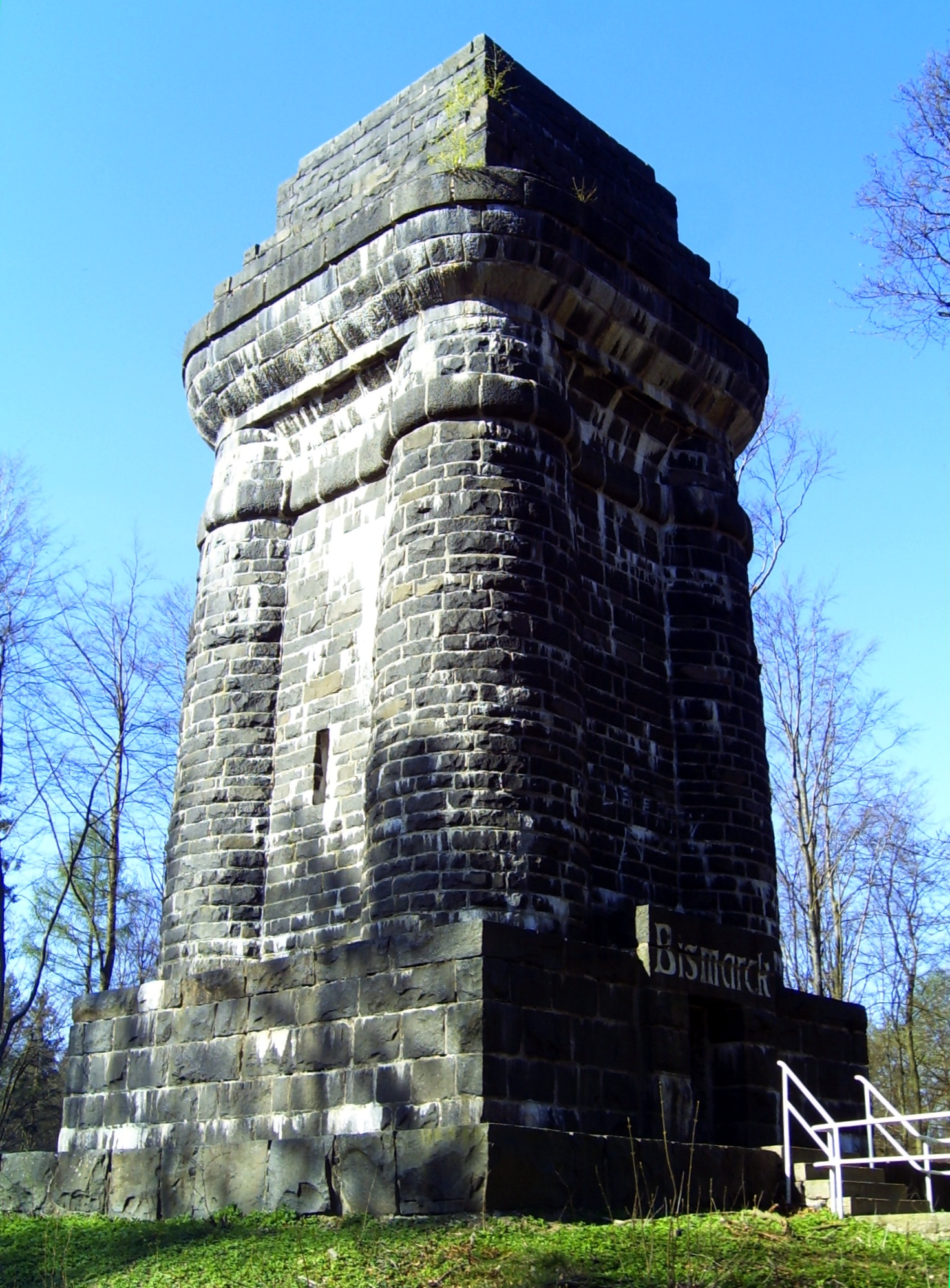
Tour de Itzehoe dans le Schleswig-Holstein.
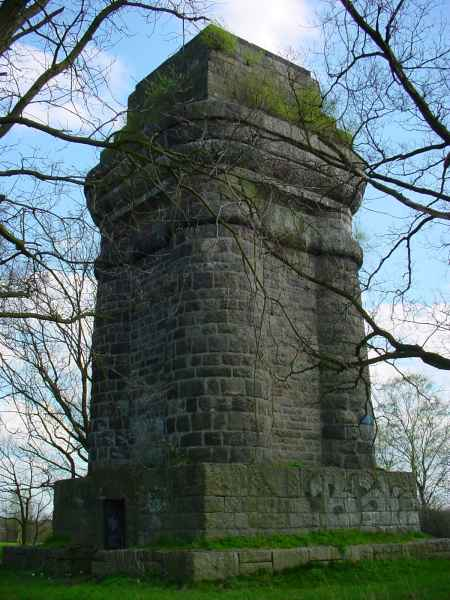
Tour de Reinbek dans le Schleswig-Holstein.
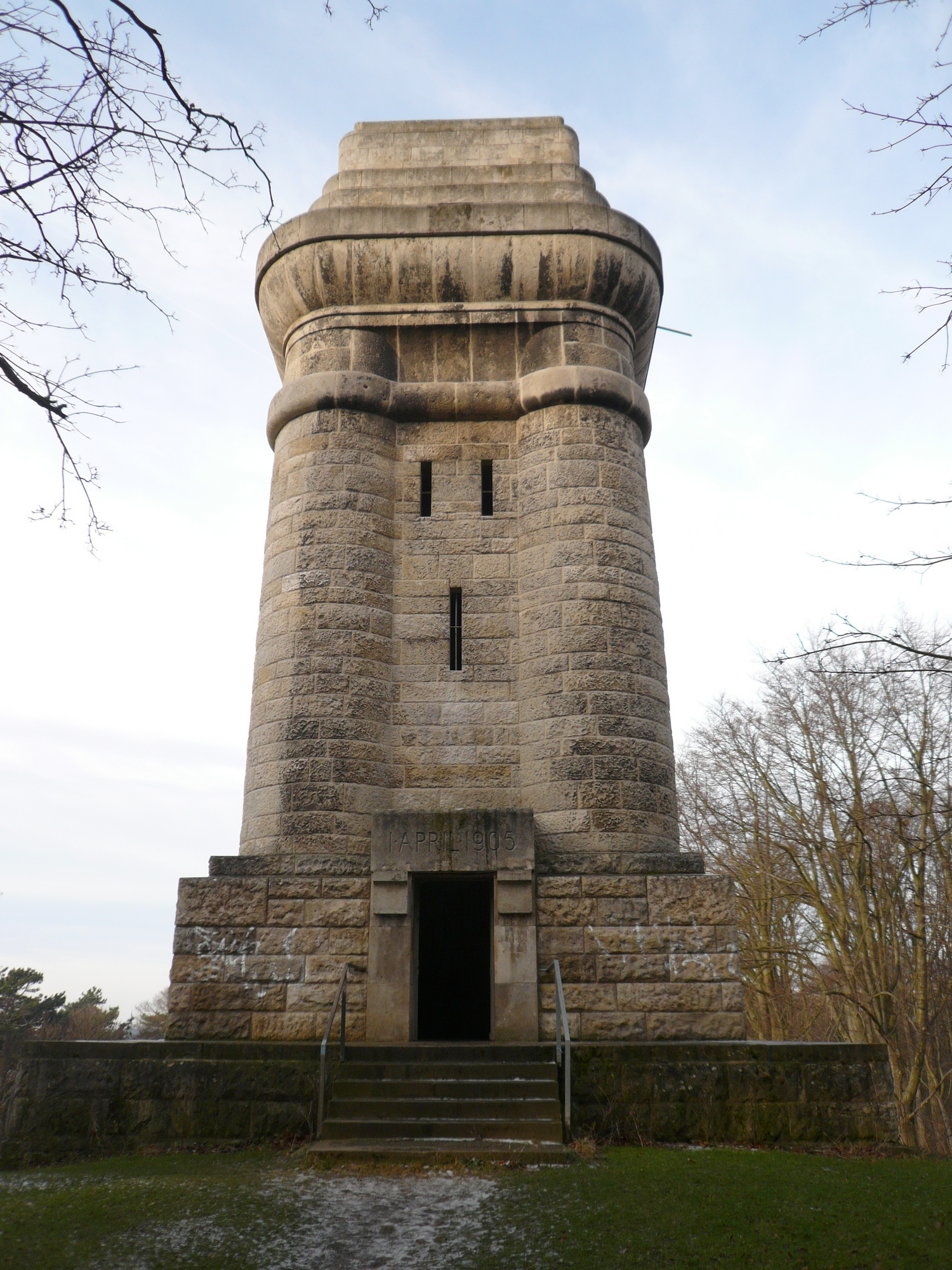
Tour de Hildesheim en Basse-Saxe.
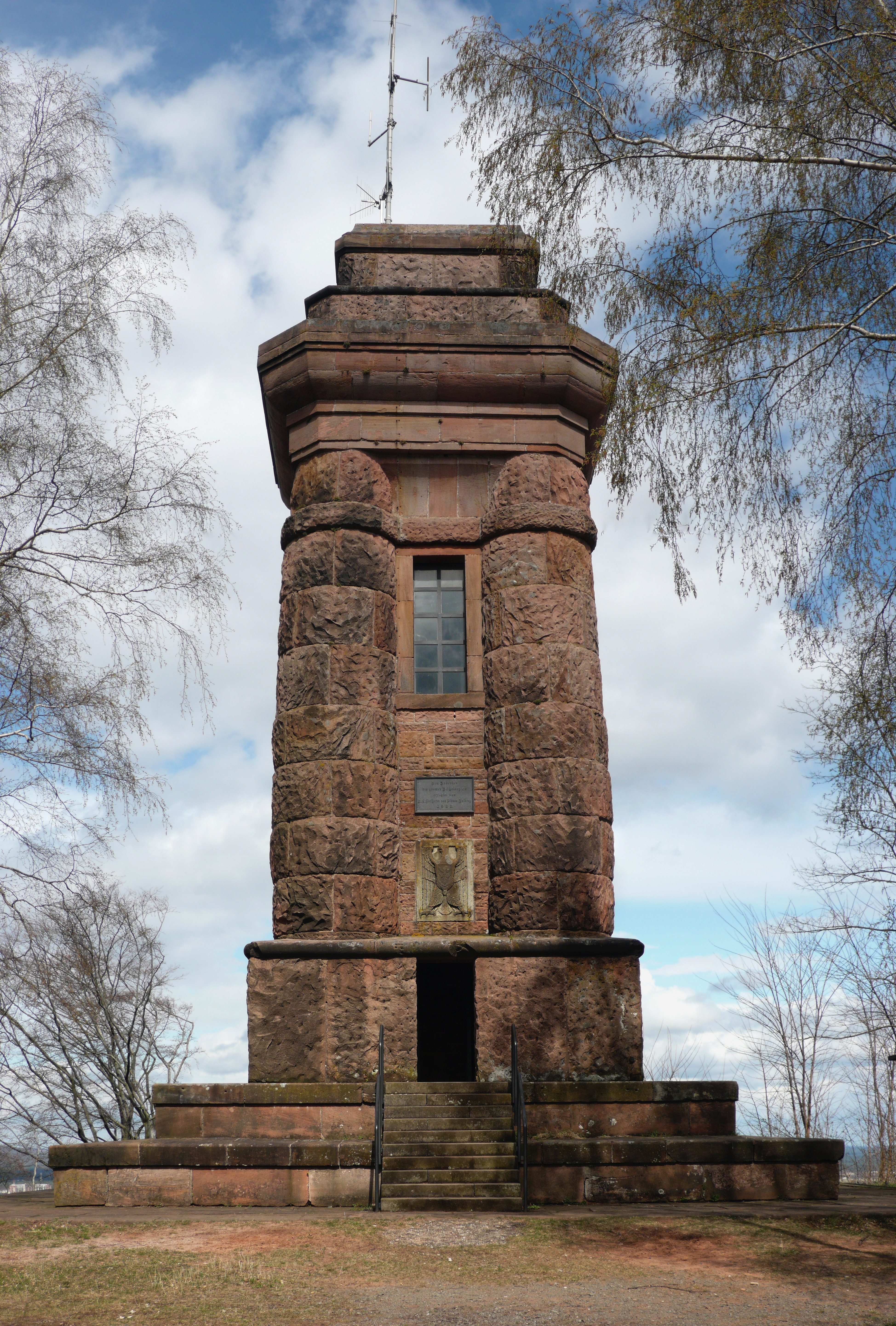
Tour de Landstuhl en Rhénanie-Palatinat.